# Nergī
Nergī (persiska: نِرگی, نرگی) är en ort i Iran.   Den ligger i provinsen Västazarbaijan, i den nordvästra delen av landet, 600 km väster om huvudstaden Teheran. Nergī ligger 1 474 meter över havet och antalet invånare är 974.
Terrängen runt Nergī är varierad.Runt Nergī är det ganska tätbefolkat, med 185 invånare per kvadratkilometer. Närmaste större samhälle är Silvana, 11,3 km nordväst om Nergī. Trakten runt Nergī består i huvudsak av gräsmarker.